# Sávoly híd
A Sávoly híd (szlovákul Most Šávoľ) vasúti híd az Ipoly felett Magyarország és Szlovákia határán, Szob és Helemba (Chľaba) között. A jelenleg álló híd a negyedik hídszerkezet ezen a helyen.

## Neve
Nevét tervezője, Sávoly Pál mérnök után kapta.

## Fekvése
Az Ipoly határfolyó felett ível át a dunai torkolat közelében. Magyarországon Pest vármegyében, a Szobi járásban, Szlovákiában a Nyitrai kerületban, az Érsekújvári járásban helyezkedik el.
A szlovákiai oldalon a Pozsony–Párkány-, magyar oldalon a Budapest–Szob-vasútvonal kapcsolódik hozzá.

## Története

### Az első híd (1850–1859)
1846-ban nyílt meg a Pest–Vác-vasútvonal, a Pest–Pozsony vasútvonal első szakaszaként. A továbbépítésre csak a szabadságharc után kerülhetett sor; a Vác–Párkánynána szakaszt az Ipoly-híddal 1850. december 16-án adták át, majd 1851-re a Pozsonyig tartó szakasz is elkészült. A Duna bal parti mellékfolyóin átívelő hidakat – a Vág kivételével – eredetileg fából építették, és később fokozatosan építették át vasszerkezetű hidakká.

### A második híd (1859–1900)
Az Ipoly feletti fahidat az 1859. április 7-én átadott rácsos vashíd váltotta fel. Az építkezés alatt a forgalmat az északi oldalán álló kilencnyílású (egyenként kb. 12 méteres támaszközű) fahídon biztosították, ami valószínűleg azonos volt az eredeti fahíddal. Kétvágányú hidat építettek, jóllehet a második vágányt végül csak bő három évtizeddel később, 1893 után építette ki a MÁV.
A háromnyílású híd folytatólagos gerendaszerkezettel épült. 141,00 – 180,00 – 141,00 láb (1898-as felmérés szerint 44,459 – 56,830 – 44,600 méter) szabad nyílásokkal rendelkezett; középső nyílásával 1867-ig a Kárpát-medence legnagyobb nyílású vasúti hídja volt. A főtartók külső oldalán mindkét oldalon 1,35 méter széles konzolos járda helyezkedett el.
Bár 1887-ben részlegesen átépítették, kis teherbírása miatt az évszázad végére korszerűtlenné vált, és 1898-ban végzett felmérések alapján 1900-ban elbontották.

### A harmadik híd (1900–1945)

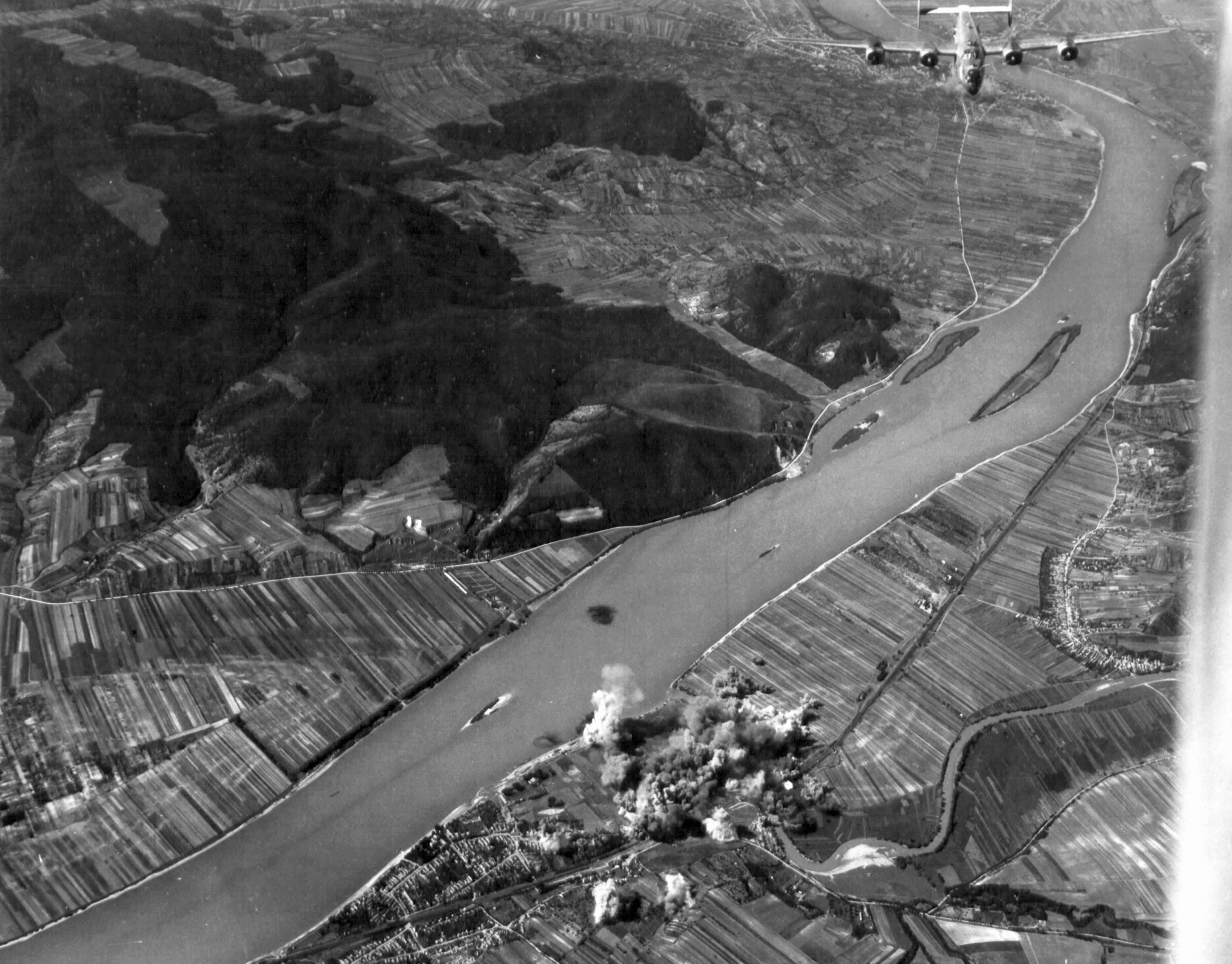
A híd bombázása 1944-ben. Az amerikai légierő B–24 Liberator négymotoros bombázógépe

1900-ban az előző hídszerkezet nyílásbeosztását és alépítményeit megtartva épült meg a resicai vasgyárban gyártott, folytvas anyagú harmadik híd, melyet november 27-én adtak át. A korábbi kétvágányú híd helyett vágányonként egy-egy független szerkezet készült, 6,5 m vágánytengely-távolsággal. Az északi oldalon konzolos járda helyezkedett el. A három nyílás fesztávolsága 44,459 – 56,830 – 44,600 méter, a szabad nyílás 44,6 – 56,8 44,6 méter volt.
A trianoni békeszerződéssel az Ipoly határfolyó, a híd határhíd lett. A határvonalat a folyó sodorvonala, azaz a középső nyílás középkeresztmetszete jelentette. Az államok közötti megegyezés szerint a középső és a magyar oldali nyílás kezelője a MÁV lett.
Az első bécsi döntés eredményeként a híd újra Magyarországhoz került. A második világháború végén, 1945-ben az alépítményekkel együtt felrobbantották.

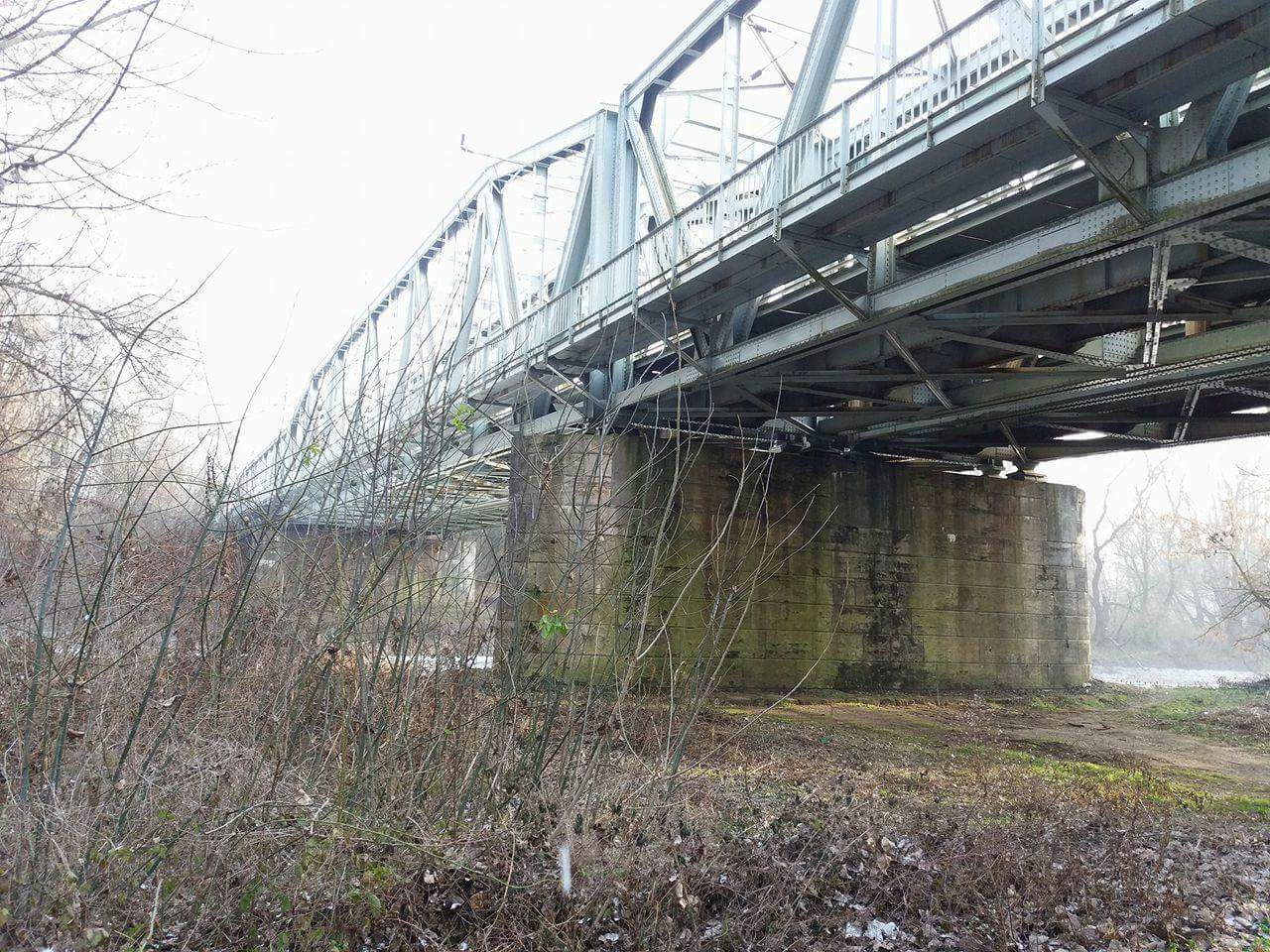
A Sávoly híd a helembai Ipoly-partról

### A negyedik híd (1948–)
A robbantás eredményeképpen csak a falazatok alapjai maradtak meg, melyeket felhasználtak az újjáépítéshez, így a híd helyzete és nyílásbeosztása (nyílások:  44,50 – 56,82 – 44,59, támaszköz: 46,5 – 59,4 – 46,5 méter) azonos a korábbiakkal. Az új hidat Sávoly Pál tervezte, a terveket 1946. december 2-án fejezte be. 1947-ben kezdődött a folytacél vasanyag gyártása a  Rimamurány-Salgótarjáni Vasmű Ózdi Vasműveiben. A szerkezetet a győri Magyar Waggon és Gépgyár Rt. gyártotta és szerelte. A jobb vágányt 1948-ban, a bal vágányt 1949-ben adták át. Járda az északi hídon található.
A két állam közötti megállapodás szerint a déli hidat a hídfő utáni első sínillesztésig a magyar, az északit a csehszlovák (később szlovák) fél tartja fenn.